# Jaime Robb
Jaime Robb (ur. 23 listopada 1984 w Hay River) – kanadyjski biathlonista, reprezentant kraju na mistrzostwach świata juniorów oraz w zawodach Pucharu Świata.
Robb biathlon zaczął trenować w wieku 11 lat. W 2002 r. został członkiem kanadyjskiej kadry narodowej. Jednak jego starty ograniczały się do zawodów drugiej kategorii oraz Mistrzostw Świata Juniorów. W roku 2005 zadebiutował w zawodach Pucharu Świata. Dotychczas nie zdobył punktów, a jego najlepszą pozycją było 41. miejsce w sprincie w Hochfilzen. Jest brązowym medalistą mistrzostwa świata juniorów z 2005 r. w sztafecie.